# Lindhov
Lindhov var en av SCB definierad och namnsatt småort i Lindbergs socken i Varbergs kommun, Sverige, Hallands län. Denna bebyggelse är sedan 2015 en del av tätorten Trönningenäs.